# 缺刻矶蟹
缺刻矶蟹（学名：Pugettia incisa）为蜘蛛蟹科矶蟹属的动物。分布于朝鲜海峡、日本以及中国大陆的福建等地，生活环境为海水，常见于水深50-100米的泥或泥沙底。
外觀特色
頭胸甲表面的各區均隆起，胃區具一疣狀突起，心區的疣狀突起呈錐形，腸區的疣狀突起稍向後突出，表面蓋有短毛及大頭捧形的剛毛，肝區的邊緣呈葉片狀突出，前端呈銳刺狀，後端鈍，鰓區的隆起呈球狀，並向後側邊伸出一鈍齒，肝區與鰓區的邊緣之間具一大缺刻。前眼窩刺銳而突出。